# العلاقات التشيلية الرومانية
العلاقات التشيلية الرومانية هي العلاقات الثنائية التي تجمع بين تشيلي ورومانيا.

## مقارنة بين البلدين
هذه مقارنة عامة ومرجعية للدولتين:
| وجه المقارنة                                              | تشيلي                         | رومانيا                                                                               |
| --------------------------------------------------------- | ----------------------------- | ------------------------------------------------------------------------------------- |
| المساحة (كم2)                                             | 756.10 ألف                    | 238.40 ألف                                                                            |
| عدد السكان (نسمة)                                         | 17.37 مليون                   | 19.59 مليون                                                                           |
| الكثافة السكانية (ن./كم²)                                 | 22.97                         | 82.17                                                                                 |
| العاصمة                                                   | سانتياغو                      | بوخارست                                                                               |
| اللغة الرسمية                                             | اللغة الإسبانية               | اللغة الرومانية                                                                       |
| العملة                                                    | بيزو تشيلي، وحدة حساب تشيلية ‏ | ليو روماني                                                                            |
| الناتج المحلي الإجمالي (بليون دولار)                      | 277.08 مليار                  | 211.80 مليار                                                                          |
| الناتج المحلي الإجمالي (تعادل القوة الشرائية) بليون دولار | 419.39 مليار                  | 465.56 مليار                                                                          |
| الناتج المحلي الإجمالي الاسمي للفرد دولار أمريكي          | 13.42 ألف                     | 9.47 ألف                                                                              |
| الناتج المحلي الإجمالي للفرد دولار أمريكي                 | 22.07 ألف                     | 23.63 ألف                                                                             |
| مؤشر التنمية البشرية                                      | 0.832                         | 0.793                                                                                 |
| رمز المكالمات الدولي                                      | +56                           | +40                                                                                   |
| رمز الإنترنت                                              | .cl                           | .ro                                                                                   |
| المنطقة الزمنية                                           | 00، 00، 00، 00                | ت ع م+02:00، ت ع م+03:00، أوروبا/بوخارست ‏، توقيت شرق أوروبا، توقيت شرق أوروبا الصيفي ‏ |

## مدن متوأمة
في ما يلي قائمة باتفاقيات التوأمة بين مدن تشيلية ورومانية:
- ترتبط فالديفيا مع كلوج نابوكا باتفاقية توأمة.

## منظمات دولية مشتركة
يشترك البلدان في عضوية مجموعة من المنظمات الدولية، منها:
| علم المنظمة | اسم المنظمة                               | تاريخ انضمام تشيلي | تاريخ انضمام رومانيا |
| ----------- | ----------------------------------------- | ------------------ | -------------------- |
|             | مؤسسة التنمية الدولية                     | 30 ديسمبر 1960     | 12 أبريل 2014        |
|             | المنظمة الهيدروغرافية الدولية             | ?                  | ?                    |
|             | مؤسسة التمويل الدولية                     | 15 أبريل 1957      | 23 سبتمبر 1990       |
|             | منظمة حظر الأسلحة الكيميائية              | ?                  | ?                    |
|             | يونسكو                                    | 7 يوليو 1953       | 27 يوليو 1956        |
|             | الأمم المتحدة                             | 24 أكتوبر 1945     | 14 ديسمبر 1955       |
|             | الاتحاد الدولي للاتصالات                  | 1908               | 9 فبراير 1866        |
|             | منظمة الشرطة الجنائية الدولية             | ?                  | ?                    |
|             | البنك الدولي للإنشاء والتعمير             | 31 ديسمبر 1945     | 15 ديسمبر 1972       |
|             | الاتحاد البريدي العالمي                   | ?                  | ?                    |
|             | المركز الدولي لتسوية المنازعات الاستشارية | 24 أكتوبر 1991     | 12 أكتوبر 1975       |
|             | وكالة ضمان الاستثمار متعدد الأطراف        | 12 أبريل 1988      | 10 سبتمبر 1992       |
|             | منظمة التجارة العالمية                    | ?                  | 1995                 |
|             | الفريق المعني برصد الأرض                  | ?                  | ?                    |

## وصلات خارجية
- موقع وزارة الخارجية التشيلية
- موقع وزارة الخارجية الرومانية